# 海克羅辛 (新澤西州)
海克羅辛（英語：High Crossing）是位於美國新澤西州伯靈頓縣的鬼鎮。

## 地理
海克羅辛所處的海拔為高於海平面20米（即66英呎），而該地所採用的時區為UTC-5，即北美东部时区（EST）。同時該地設有夏令時間，為UTC-5調快一小時，即UTC-4（EDT）。